# 佳能EF-S 24mm f/2.8 STM
佳能EF-S 24mm f/2.8 STM是由佳能公司生產的广角定焦鏡頭。
鏡頭标有“STM”意即含有步进式对焦马达。且该镜头具有光学防抖特性。
这款镜头不仅适用于拍摄日常生活、人像，在外出旅游时，也可以大显身手。配合套机镜头，更换镜头的拍摄也很轻松愉快。拍摄时通过移动自身位置来调节构图的拍摄方式对提高拍摄水平很有帮助。

## 關連項目
- 佳能 EF 24-70mm 鏡頭

## 外部連結
- canon.com: Canon 佳能EF-S 24mm f/2.8 STM （页面存档备份，存于）